# 維萊特山脈
77°18′S 160°25′E / 77.300°S 160.417°E
維萊特山脈（英語：Willett Range）是南極洲的山脈，位於維多利亞地，處於麥基冰川側面，全長37公里，以新西蘭地質勘探局主席命名，現時由南極條約體系管理。